# La edad media
La edad media (internationaler Titel The Middle Ages) ist ein argentinischer Film von Alejo Moguillansky und Luciana Acuña. Der Film feiert seine Weltpremiere am 12. Februar 2022 bei den 72. Internationalen Filmfestspielen Berlin in der Sektion „Forum“. Thematisiert wird die Absurdität des Familienlebens während des Corona-Lockdowns.

## Handlung
Während der Corona-Pandemie ist die 10-jährige Cleo mit ihren Eltern zu Hause eingepfercht. Sämtliche Abläufe des Familienlebens verlaufen gleichzeitig und chaotisch, was für einige skurrile Momente sorgt. Cleos Vater ist Filmemacher und versucht online ein neues Projekt umzusetzen, während Cleos Mutter Luciana per Videokonferenz Tanzkurse gibt.
Cleo ist in der Situation überfordert vom Home Schooling und lenkt sich mit Samuel Becketts Stück Warten auf Godot ab, das sie mit ihrem Hund Juana liest. Sie wünscht sich ein Teleskop und beginnt, hierfür unauffällig einzelne Gegenstände ihrer Eltern zu verkaufen. Nach und nach steigt der Preis des Teleskops, sodass immer mehr Gegenstände verschwinden.
Als ihre Eltern dahinterkommen, finden sie – nach Monaten finanzieller Entbehrung – Gefallen am Verkaufen der Haushaltsgegenstände, sodass Cleo die Wohnung bald leergeräumt hat. Gemäß einer Textzeile in Warten auf Godot, die sich durch den ganzen Film zieht, wird es Zeit, dass sie damit aufhört („Time she stopped“).

## Produktion
Der Film wurde von El Pampero Cine produziert, einer Filmproduktionsfirma, bei der Alejo Moguillansky Mitbegründer ist. Sie etablierte in Argentinien eine neue Art Filme zu produzieren, wobei die Filmbudgets unterhalb der üblichen Mindestinvestitionen von konventionellen Filmen liegen, die technische und ästhetische Qualität aber erhalten bleibt.
Wie auch bei anderen Filmen von Moguillansky und Acuña entstand bei La edad media zunächst eine dokumentarische Idee, die dann fiktional weiterentwickelt wurde.

## Rezeption
In der Beschreibung der Berlinale heißt es, der Film erzähle „von pandemischen Routinen wie Online-Unterricht und Online-Shopping“, wobei sich Moguillansky und Acuña „die begrenzten räumlichen Verhältnisse ihres Hauses filmisch gekonnt zu eigen“ machen und „ihren Sinn fürs Slapstickhafte“ beweisen.
Der Film handelt auch „von grassierender Inflation, Kulturpolitik und Marktwert und stellt in dieser Hinsicht eine Weiterführung von Moguillanskys Film Por el dinero (2019) dar“.

## Auszeichnungen und Nominierungen
- 2022: Internationale Filmfestspiele Berlin
  - Nominierung für den Caligari-Filmpreis (mit 4.000 Euro dotiert)[4]